# Мсцихи (Високомазовецький повіт)
Мсцихи (пол. Mścichy) — село в Польщі, у гміні Високе-Мазовецьке Високомазовецького повіту Підляського воєводства.
Населення — 115 осіб (2011).
У 1975-1998 роках село належало до Ломжинського воєводства.

## Демографія
Демографічна структура станом на 31 березня 2011 року:
|          | Загалом | Допрацездатний вік | Працездатний вік | Постпрацездатний вік |
| -------- | ------- | ------------------ | ---------------- | -------------------- |
| Чоловіки | 55      | 13                 | 36               | 6                    |
| Жінки    | 60      | 14                 | 33               | 13                   |
| Разом    | 115     | 27                 | 69               | 19                   |